# Villa Hardy
Pour les articles homonymes, voir Hardy.
La villa Hardy est une voie du 20e arrondissement de Paris, en France.

## Situation et accès
La villa Hardy est une voie privée située dans le 20e arrondissement de Paris. Elle débute au 44, rue Stendhal et se termine en impasse.

## Origine du nom

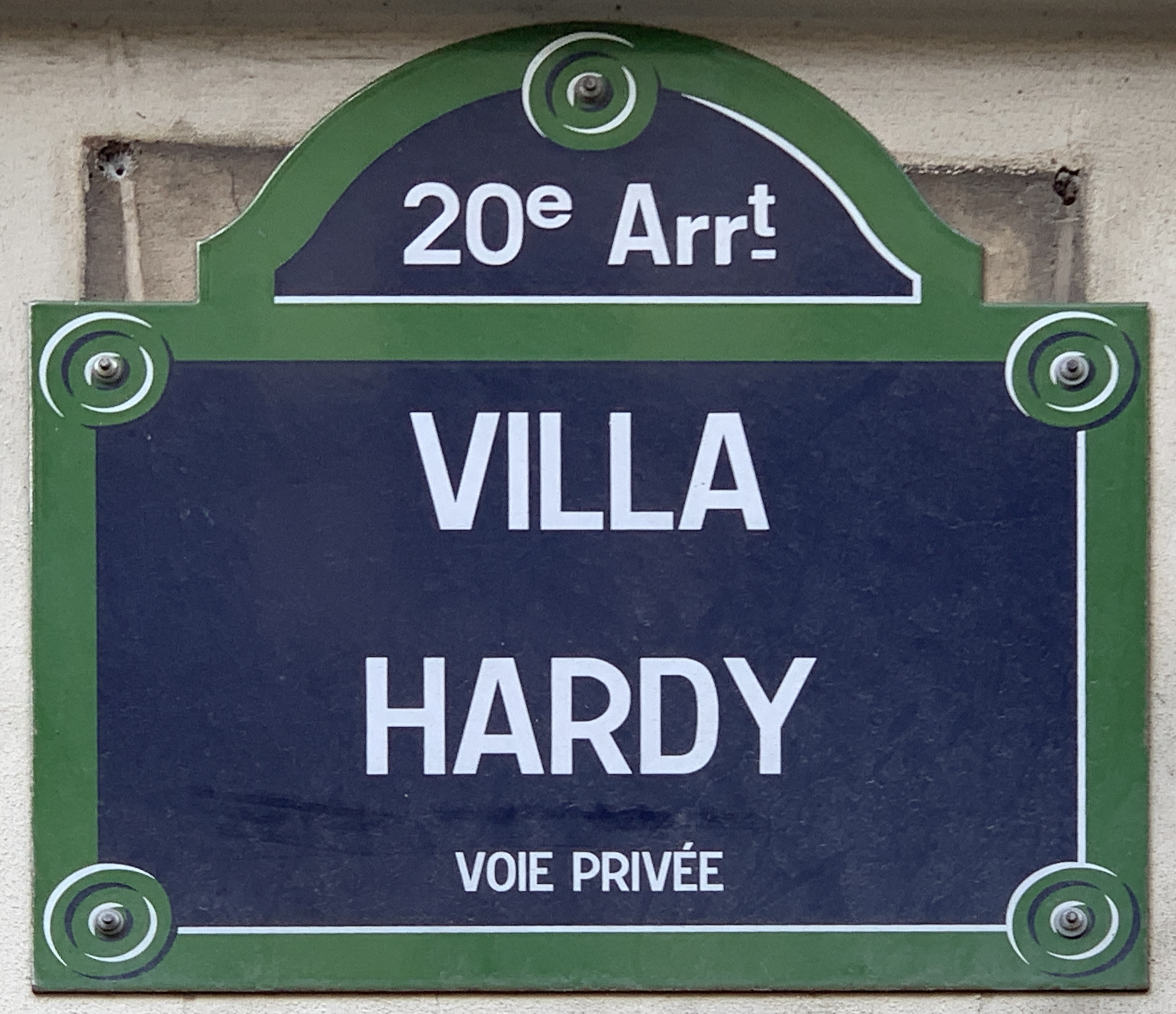
Plaque de la rue.

Elle porte le nom du poète et auteur dramatique français Alexandre Hardy (1570-1632), poète et auteur dramatique français.

## Historique
Cette voie en impasse a été dénommée en 1930 par les propriétaires riverains.